# François Fradin
Pour les articles homonymes, voir Fradin.
François Fradin (en Poitou, vers 1470 – 1537, avant le 2 juin), dit Poictevin, est un important imprimeur-libraire français du premier tiers du XVIe siècle, actif à Lyon de 1493 à 1537. 
Sa spécialisation dans l’impression d’ouvrages juridiques, à compter de 1500, le hisse au premier rang des imprimeurs lyonnais du temps. L’importance de son activité vaudra à tous les ouvrages de droit de format in-folio conservés à Lyon l’appellation de « fradins » durant des siècles,.

## Éléments biographiques
Originaire du Poitou où il naît vers 1470, François Fradin apparaît pour la première fois comme imprimeur à Lyon dans la liste des Nommées de 1493 (dressée en 1492), c’est-à-dire le relevé des contribuables avec l’indication de leurs biens, relevé utilisé pour établir l’assiette des impôts. Comme les nouveaux venus à Lyon étaient exemptés d’impôts durant 10 ans, l’arrivée de Fradin dans cette ville serait donc à dater des environs de 1484.
D'après Vingtrinier, François Fradin imprime l'ouvrage suivant en 1511 : Infortiatum, Lugduni, opera Francisci Fradin, 1511, in-folio.

## Marque typographique
La marque typographique de François Fradin est souvent décrite comme mettant en scène une sirène et un chevalier soutenant un écu qui présente le monogramme de l'imprimeur, les lettres FF. François Eygun a identifié plus précisément les personnages à la fée Mélusine et au plus célèbre de ses fils, Geoffroy à la Grand Dent, deux figures célèbres du folklore poitevin à la Renaissance, popularisés par les romans de Mélusine de Jean d'Arras et de Coudrette. 
François Fradin avait dû adopté ces deux figures en mémoire de son Poitou natal. Selon Auguste de La Bouralière, il aurait pu être originaire des environs de Lusignan, où le patronyme Fradin est très fréquent.

L'évolution de la marque typographique de François Fradin
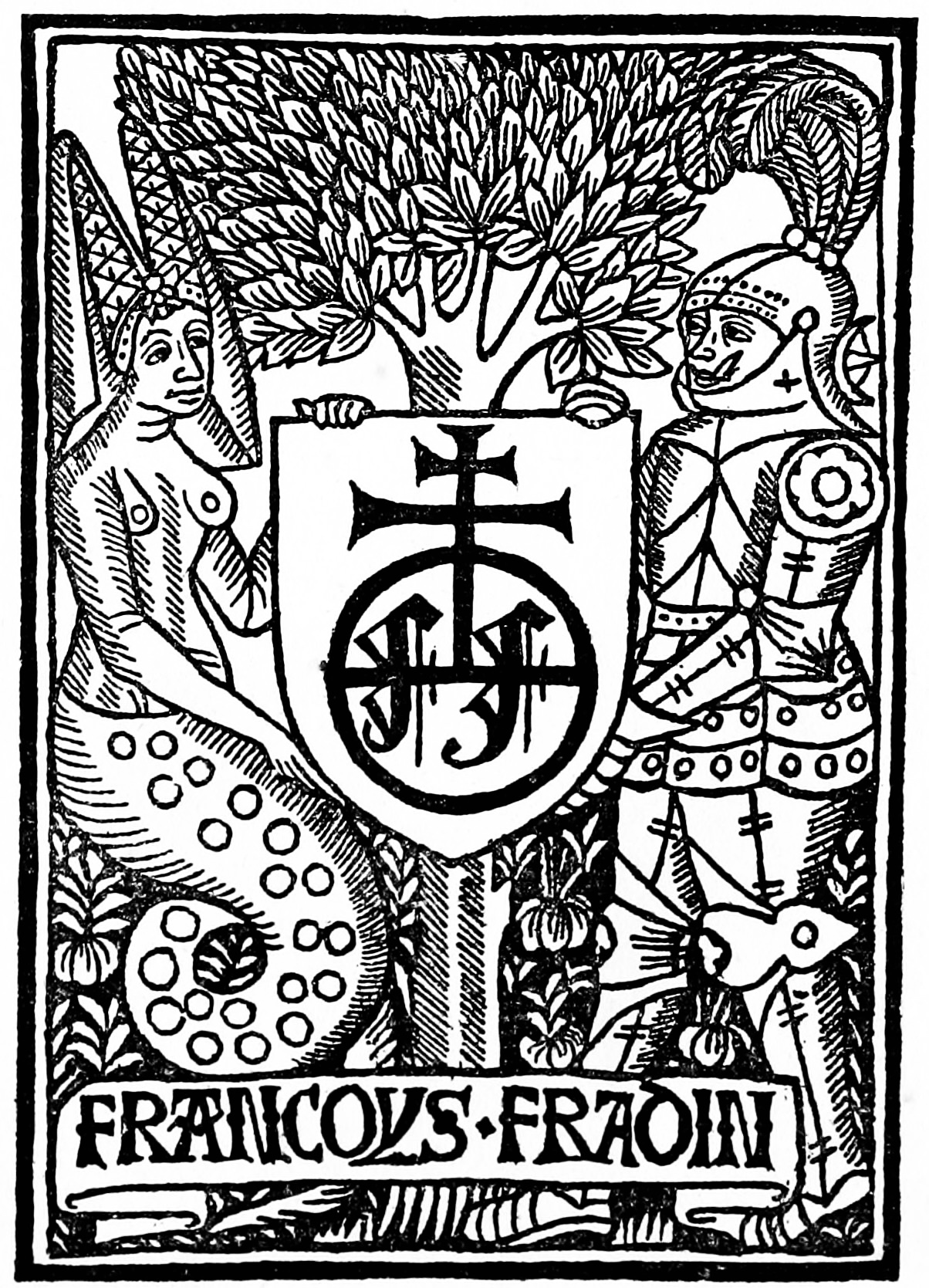
1509
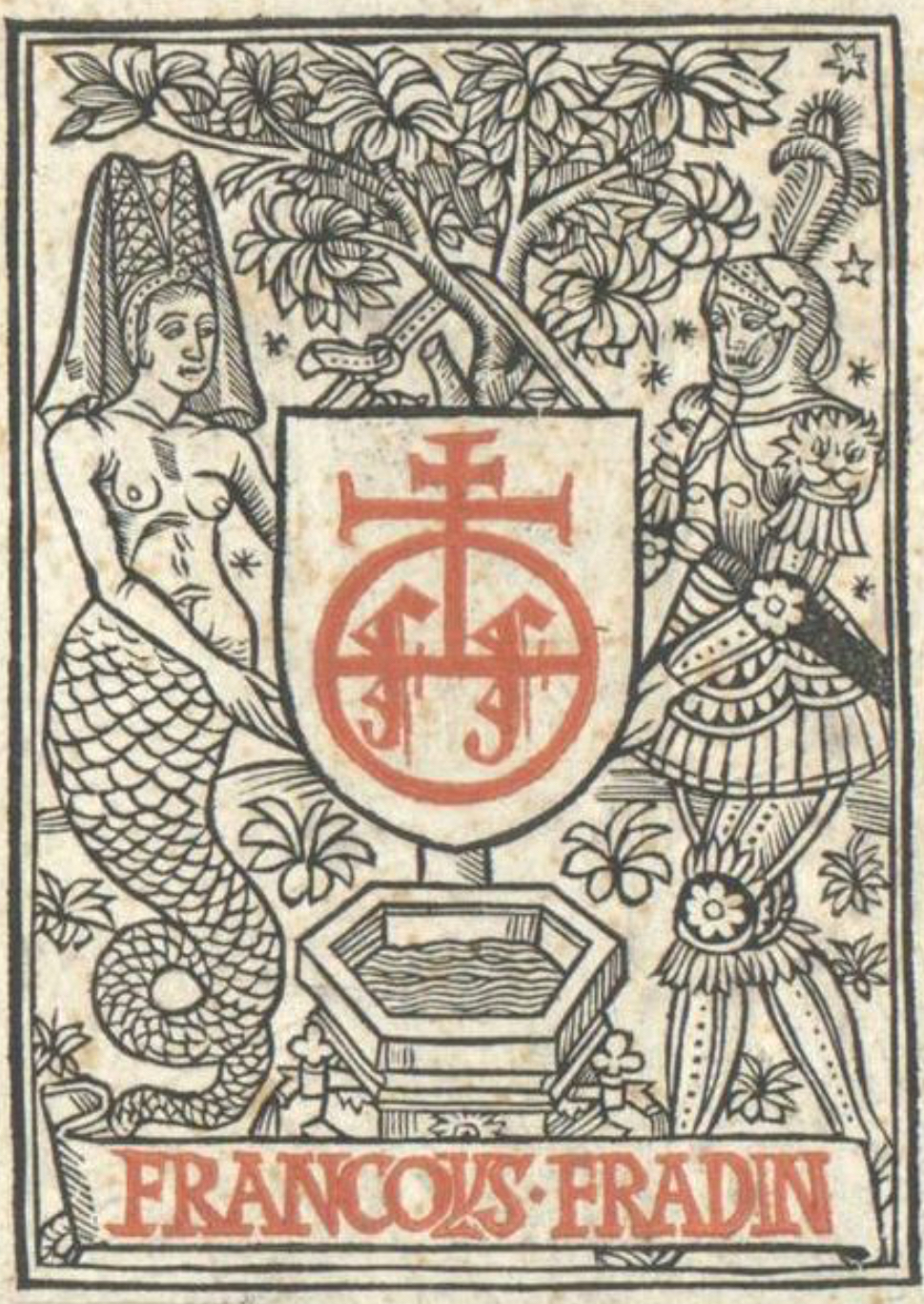
1510
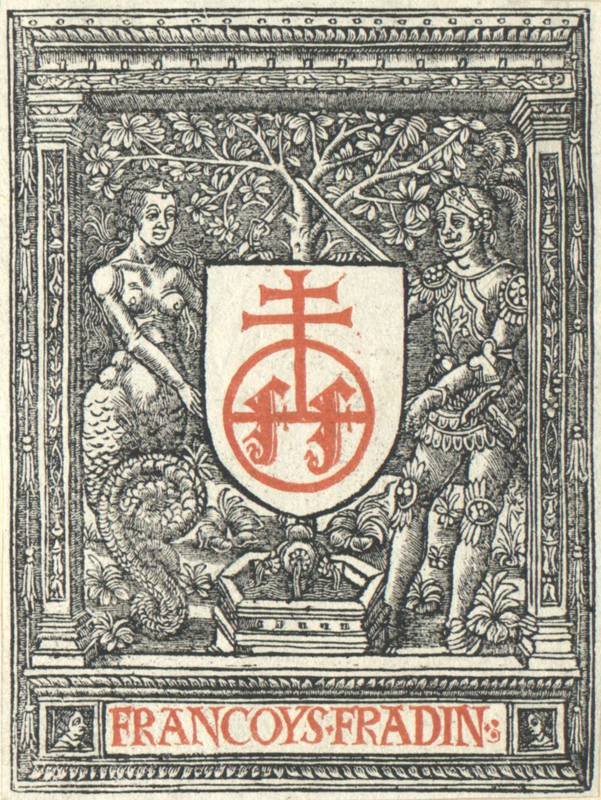
1515
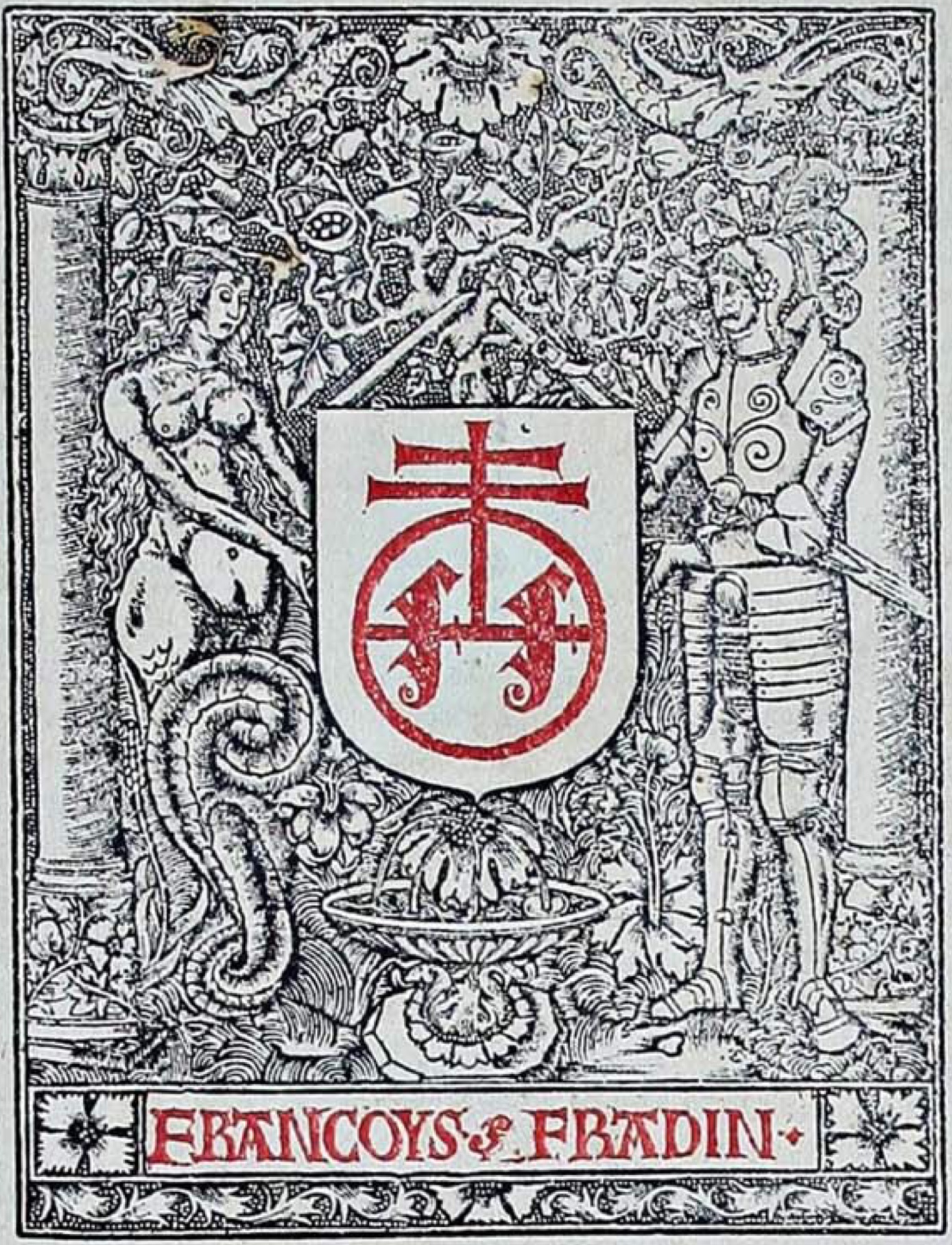
1521
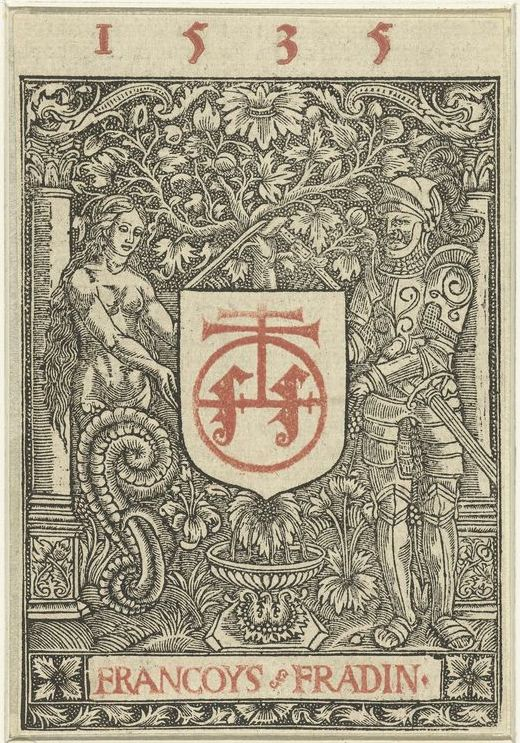
1535

## Famille
François Fradin épouse Clémence Chenard. Le couple donne naissance à deux fils, Pierre et Jean, de même que deux filles, Marguerite et Françoise.
Marguerite Fradin épouse le peintre Corneille de Lyon avant 1547.